# Religiosas da Assunção
As Religiosas de Assunção são uma congregação religiosa católica fundada em Paris por Maria Eugênia Milleret em 1839.
Um dos pilares de sua atuação é buscar transformar a sociedade através da educação. No início eram apenas cinco jovens religiosas, mas a congregação se espalhou por vários países da Europa, África, Ásia e Américas. Sua fundadora dizia  que a fé em Jesus as impelia a amar o mundo e todos os seus povos..
No Brasil dirigem o Colégio Assunção em Itapaci, o Colégio Assunção em São Paulo e o Colégio Tocantins em Miracema. 